# Hipszografikus görbe

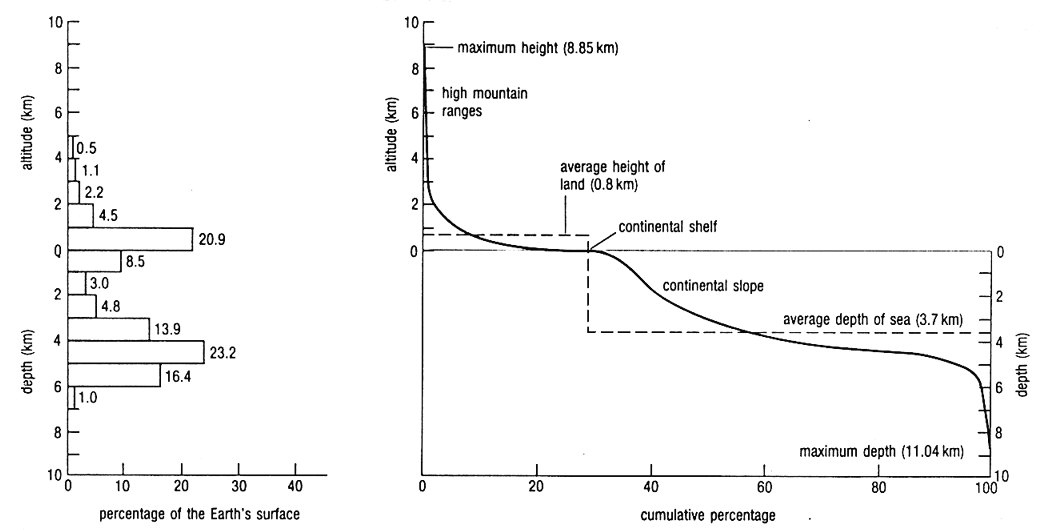
A Föld hipszografikus görbéje, balra a relatív gyakorisági eloszlás (hisztogram), jobbra a kumulatív eloszlás. Utóbbin fel van tüntetve a két szélsőérték: egyik a kontinensek legmagasabb pontja, a másik az óceánok legmélyebb pontja.

A hipszografikus görbe (vagy hipszometrikus görbe) a földfelszín magassági adataiból szerkesztett halmozott (kumulált) relatív gyakorisági görbe, amely megmutatja, hogy a felszín hány %-a magasabb egy adott értéknél. Azaz ebből a görbéből kiolvasható a tengerszint feletti magasságok illetve tengerszint alatti mélységek százalékos eloszlása. A geodéziában szintfelület-sorozatok meghatározására alkalmazzák.
A hipszografikus görbe elemzéséből megállapítható, hogy a szilárd kéreg legnagyobb része két szinttartományba esik. Az egyik fő tartományt az 1000 m és a 200 m közötti magasságú (mélységű) területek (a teljes földfelszín 27%-a), míg a másik tartományt (53%) a 3000–6000 m-rel a tengerszint alatt fekvő területek jelentik. Jóval kisebb arányban részesednek a Föld felszínéből az 1000 m fölé emelkedő magashegységek és a 200–3000 m-es, valamint a 6000 m-t meghaladó mélységben fekvő tenger alatti területek.